# Tarangaole
Tarangaole (kinesiska: 塔然高勒, 塔然高勒乡) är en socken i Kina. Den ligger i den autonoma regionen Inre Mongoliet, i den norra delen av landet, omkring 240 kilometer sydväst om regionhuvudstaden Hohhot.
Genomsnittlig årsnederbörd är 557 millimeter. Den regnigaste månaden är juli, med i genomsnitt 153 mm nederbörd, och den torraste är januari, med 1 mm nederbörd.